# Llista de topònims de la Sentiu de Sió
Llista de topònims (noms propis de lloc) del municipi de la Sentiu de Sió, a la Noguera
Informació actualitzada per un bot. Els canvis manuals es perdran quan s'actualitzi!

## cabana
| imatge | Nom                            | Ubicat a         | instància de | Detalls | coordenades                                                          | Protecció | Commons (més fotos) | Dades a WD                    |
| ------ | ------------------------------ | ---------------- | ------------ | ------- | -------------------------------------------------------------------- | --------- | ------------------- | ----------------------------- |
|        | Torre Guilleumet               | la Sentiu de Sió | cabana       |         | 41° 48′ 43″ N, 0° 52′ 54″ E / 41.8118111889218°N,0.881784763376225°E |           |                     | Modifica les dades a Wikidata |
|        | Torre Rosa del Toni            | la Sentiu de Sió | cabana       |         | 41° 48′ 42″ N, 0° 52′ 49″ E / 41.8115691935942°N,0.880384253417671°E |           |                     | Modifica les dades a Wikidata |
|        | cabana del Llorenç de Camarasa | la Sentiu de Sió | cabana       |         | 41° 46′ 32″ N, 0° 53′ 00″ E / 41.7754819362153°N,0.883366093546942°E |           |                     | Modifica les dades a Wikidata |
|        | era del Ticó                   | la Sentiu de Sió | cabana       |         | 41° 48′ 01″ N, 0° 52′ 45″ E / 41.8003633296575°N,0.879297353175761°E |           |                     | Modifica les dades a Wikidata |

## casa
| imatge | Nom        | Ubicat a         | instància de | Detalls                                      | coordenades                                                                                                  | Protecció                                  | Commons (més fotos)     | Dades a WD                    |
| ------ | ---------- | ---------------- | ------------ | -------------------------------------------- | --- | ------------------------------------------ | ----------------------- | ----------------------------- |
|        | Cal Cinto  | la Sentiu de Sió | casa         | Estil: noucentisme 20th century              | 41° 48′ 19″ N, 0° 52′ 40″ E / 41.805315°N,0.877713°E ca:Carrer de Joan Solsona, 1, la Sentiu de Sió 248 msnm | bé integrant del patrimoni cultural català | Cal Cinto de la Sentiu  | Modifica les dades a Wikidata |
|        | Cal Morros | la Sentiu de Sió | casa         | Estil: arquitectura neoclàssica 18th century | 41° 48′ 18″ N, 0° 52′ 43″ E / 41.804911°N,0.878696°E ca:Carrer de l'Aubaga, 1, la Sentiu de Sió 268 msnm     | bé integrant del patrimoni cultural català | Cal Morros de la Sentiu | Modifica les dades a Wikidata |

## castell
| imatge | Nom                  | Ubicat a         | instància de | Detalls | coordenades                                                                   | Protecció                                            | Commons (més fotos)  | Dades a WD                    |
| ------ | -------------------- | ---------------- | ------------ | ------- | ----------------------------------------------------------------------------- | ---------------------------------------------------- | -------------------- | ----------------------------- |
|        | castell de Bensa     | la Sentiu de Sió | castell      |         | 41° 48′ 54″ N, 0° 54′ 15″ E / 41.8151124460819°N,0.904140751285954°E 310 msnm |                                                      |                      | Modifica les dades a Wikidata |
|        | castell de la Sentiu | la Sentiu de Sió | castell      |         | 41° 48′ 15″ N, 0° 52′ 47″ E / 41.804278°N,0.879775°E 283 msnm                 | bé d'interès cultural bé cultural d'interès nacional | Castell de la Sentiu | Modifica les dades a Wikidata |

## entitat singular de població
| imatge | Nom                      | Ubicat a         | instància de                                   | Detalls | coordenades                                                                 | Protecció | Commons (més fotos) | Dades a WD                    |
| ------ | ------------------------ | ---------------- | ---------------------------------------------- | ------- | --------------------------------------------------------------------------- | --------- | ------------------- | ----------------------------- |
|        | Sant Jordi de Muller     | la Sentiu de Sió | entitat singular de població                   | 21 hab  | 41° 47′ 52″ N, 0° 50′ 07″ E / 41.7977°N,0.8353°E 258 msnm                   |           |                     | Modifica les dades a Wikidata |
|        | Sant Miquel              | la Sentiu de Sió | entitat singular de població                   | 57 hab  | 41° 48′ 36″ N, 0° 51′ 13″ E / 41.809915559326°N,0.85361124179426°E 244 msnm |           |                     | Modifica les dades a Wikidata |
|        | el Tossal de les Forques | la Sentiu de Sió | entitat singular de població                   | 14 hab  | 41° 48′ 51″ N, 0° 52′ 34″ E / 41.8143°N,0.876203°E 240 msnm                 |           |                     | Modifica les dades a Wikidata |
|        | la Sentiu de Sió         | la Sentiu de Sió | entitat singular de població capital municipal | 362 hab | 41° 48′ 15″ N, 0° 52′ 49″ E / 41.80424811°N,0.88027551°E 280 msnm           |           |                     | Modifica les dades a Wikidata |

## església
| imatge | Nom                              | Ubicat a         | instància de | Detalls                                      | coordenades                                                                                             | Protecció                                  | Commons (més fotos)             | Dades a WD                    |
| ------ | -------------------------------- | ---------------- | ------------ | -------------------------------------------- | --- | ------------------------------------------ | ------------------------------- | ----------------------------- |
|        | Sant Miquel de la Sentiu de Sió  | la Sentiu de Sió | església     | Estil: arquitectura neoclàssica 19th century | 41° 48′ 16″ N, 0° 52′ 48″ E / 41.804325°N,0.880045°E ca:Carrer de l'Església, la Sentiu de Sió 281 msnm | bé integrant del patrimoni cultural català | Sant Miquel de la Sentiu de Sió | Modifica les dades a Wikidata |
|        | església de Sant Jordi de Muller | la Sentiu de Sió | església     | Estil: historicisme arquitectònic            | 41° 47′ 53″ N, 0° 50′ 12″ E / 41.798136°N,0.836615°E                                                    | bé integrant del patrimoni cultural català | Sant Jordi de Muller            | Modifica les dades a Wikidata |
|        | l'Església Rònica                | la Sentiu de Sió | església     |                                              | 41° 49′ 10″ N, 0° 54′ 24″ E / 41.8195823832997°N,0.906764112999691°E 293 msnm                           |                                            |                                 | Modifica les dades a Wikidata |

## granja
| imatge | Nom                          | Ubicat a         | instància de | Detalls | coordenades                                                          | Protecció | Commons (més fotos) | Dades a WD                    |
| ------ | ---------------------------- | ---------------- | ------------ | ------- | -------------------------------------------------------------------- | --------- | ------------------- | ----------------------------- |
|        | Granges de la Serra Gran     | la Sentiu de Sió | granja       |         | 41° 49′ 01″ N, 0° 52′ 07″ E / 41.8169095169313°N,0.86868644837145°E  |           |                     | Modifica les dades a Wikidata |
|        | Granges de la Torre de Bensa | la Sentiu de Sió | granja       |         | 41° 48′ 56″ N, 0° 53′ 51″ E / 41.8155657588204°N,0.897408142618818°E |           |                     | Modifica les dades a Wikidata |
|        | Granja Batalla               | la Sentiu de Sió | granja       |         | 41° 49′ 16″ N, 0° 53′ 16″ E / 41.8212330623566°N,0.887722983474096°E |           |                     | Modifica les dades a Wikidata |
|        | Granja Esteve                | la Sentiu de Sió | granja       |         | 41° 49′ 06″ N, 0° 53′ 01″ E / 41.8182919239893°N,0.883533576740303°E |           |                     | Modifica les dades a Wikidata |
|        | Granja Papell                | la Sentiu de Sió | granja       |         | 41° 47′ 58″ N, 0° 52′ 59″ E / 41.7994776074961°N,0.883033680308793°E |           |                     | Modifica les dades a Wikidata |
|        | Granja Pedrós                | la Sentiu de Sió | granja       |         | 41° 48′ 28″ N, 0° 52′ 42″ E / 41.8078654346948°N,0.878315546963019°E |           |                     | Modifica les dades a Wikidata |
|        | Granja del Trepat            | la Sentiu de Sió | granja       |         | 41° 48′ 37″ N, 0° 51′ 57″ E / 41.8102091129937°N,0.865790803150423°E |           |                     | Modifica les dades a Wikidata |

## masia
| imatge | Nom                    | Ubicat a         | instància de | Detalls | coordenades                                                                   | Protecció | Commons (més fotos) | Dades a WD                    |
| ------ | ---------------------- | ---------------- | ------------ | ------- | ----------------------------------------------------------------------------- | --------- | ------------------- | ----------------------------- |
|        | Cal Bruixa             | la Sentiu de Sió | masia        |         | 41° 47′ 04″ N, 0° 52′ 22″ E / 41.784446909442°N,0.872842867311335°E           |           |                     | Modifica les dades a Wikidata |
|        | Masia Aguilar          | la Sentiu de Sió | masia        |         | 41° 48′ 58″ N, 0° 54′ 48″ E / 41.816°N,0.913314°E 278 msnm                    |           |                     | Modifica les dades a Wikidata |
|        | Masia Clos             | la Sentiu de Sió | masia        |         | 41° 46′ 56″ N, 0° 51′ 34″ E / 41.782103553018°N,0.85935251419359°E            |           |                     | Modifica les dades a Wikidata |
|        | Masia Garibaldi        | la Sentiu de Sió | masia        |         | 41° 49′ 37″ N, 0° 54′ 57″ E / 41.8269334800167°N,0.915784290363135°E          |           |                     | Modifica les dades a Wikidata |
|        | Masia Guillaumet       | la Sentiu de Sió | masia        |         | 41° 49′ 22″ N, 0° 54′ 30″ E / 41.8228171958094°N,0.908332339630142°E 319 msnm |           |                     | Modifica les dades a Wikidata |
|        | Masia Mola             | la Sentiu de Sió | masia        |         | 41° 49′ 19″ N, 0° 53′ 14″ E / 41.8219868401229°N,0.887084144287132°E          |           |                     | Modifica les dades a Wikidata |
|        | Masia Portet           | la Sentiu de Sió | masia        |         | 41° 49′ 24″ N, 0° 54′ 53″ E / 41.8232596406563°N,0.914831877961911°E          |           |                     | Modifica les dades a Wikidata |
|        | Masia Quim             | la Sentiu de Sió | masia        |         | 41° 49′ 17″ N, 0° 54′ 47″ E / 41.8213002033112°N,0.913065365716842°E          |           |                     | Modifica les dades a Wikidata |
|        | Masia Quimet           | la Sentiu de Sió | masia        |         | 41° 49′ 11″ N, 0° 53′ 39″ E / 41.8196661664708°N,0.894107470854484°E          |           |                     | Modifica les dades a Wikidata |
|        | Masia Rodés            | la Sentiu de Sió | masia        |         | 41° 49′ 12″ N, 0° 53′ 07″ E / 41.8199802186844°N,0.885223749823614°E          |           |                     | Modifica les dades a Wikidata |
|        | Masia Saurí            | la Sentiu de Sió | masia        |         | 41° 48′ 41″ N, 0° 52′ 50″ E / 41.8113587265339°N,0.880692152556039°E          |           |                     | Modifica les dades a Wikidata |
|        | Masia de Bensa de Baix | la Sentiu de Sió | masia        |         | 41° 48′ 55″ N, 0° 53′ 43″ E / 41.8152369490551°N,0.895191678428174°E          |           |                     | Modifica les dades a Wikidata |
|        | Masia de Bensa de Dalt | la Sentiu de Sió | masia        |         | 41° 48′ 59″ N, 0° 53′ 27″ E / 41.8164270277219°N,0.890842638926682°E          |           |                     | Modifica les dades a Wikidata |
|        | Masia de l'Encarna     | la Sentiu de Sió | masia        |         | 41° 49′ 10″ N, 0° 53′ 07″ E / 41.8193409399566°N,0.885232752327859°E          |           |                     | Modifica les dades a Wikidata |
|        | Masia del Gos          | la Sentiu de Sió | masia        |         | 41° 49′ 26″ N, 0° 53′ 22″ E / 41.8239954934858°N,0.889546620029458°E          |           |                     | Modifica les dades a Wikidata |
|        | Masia del Reies        | la Sentiu de Sió | masia        |         | 41° 49′ 03″ N, 0° 53′ 07″ E / 41.8174402185227°N,0.885211036093343°E          |           |                     | Modifica les dades a Wikidata |
|        | Moller Vell            | la Sentiu de Sió | masia        |         | 41° 48′ 20″ N, 0° 50′ 41″ E / 41.805641°N,0.844605°E 252 msnm                 |           |                     | Modifica les dades a Wikidata |
|        | Torre Corberó          | la Sentiu de Sió | masia        |         | 41° 46′ 27″ N, 0° 52′ 07″ E / 41.7741303008361°N,0.868720304484552°E          |           |                     | Modifica les dades a Wikidata |
|        | Torre de Bensa         | la Sentiu de Sió | masia        |         | 41° 48′ 55″ N, 0° 53′ 53″ E / 41.815239442579°N,0.89797738629804°E            |           |                     | Modifica les dades a Wikidata |
|        | Torre de Terrassa      | la Sentiu de Sió | masia        |         | 41° 48′ 52″ N, 0° 51′ 30″ E / 41.814505701422°N,0.85827342687861°E            |           |                     | Modifica les dades a Wikidata |
|        | Torre del Monon        | la Sentiu de Sió | masia        |         | 41° 48′ 41″ N, 0° 52′ 48″ E / 41.811307344793°N,0.88004872422323°E            |           |                     | Modifica les dades a Wikidata |

## polígon industrial
| imatge | Nom                         | Ubicat a         | instància de       | Detalls | coordenades                                                         | Protecció | Commons (més fotos) | Dades a WD                    |
| ------ | --------------------------- | ---------------- | ------------------ | ------- | ------------------------------------------------------------------- | --------- | ------------------- | ----------------------------- |
|        | Polígon industrial L'Eral   | la Sentiu de Sió | polígon industrial |         | 41° 48′ 05″ N, 0° 52′ 33″ E / 41.801252709994°N,0.8757654214274°E   |           |                     | Modifica les dades a Wikidata |
|        | Polígon industrial Les Eres | la Sentiu de Sió | polígon industrial |         | 41° 48′ 38″ N, 0° 52′ 21″ E / 41.8105776049906°N,0.87254400476362°E |           |                     | Modifica les dades a Wikidata |

## serra
| imatge | Nom                  | Ubicat a                            | instància de | Detalls | coordenades                                                         | Protecció | Commons (més fotos) | Dades a WD                    |
| ------ | -------------------- | ----------------------------------- | ------------ | ------- | ------------------------------------------------------------------- | --------- | ------------------- | ----------------------------- |
|        | Serres del Camp      | Bellcaire d'Urgell la Sentiu de Sió | serra        |         | 41° 47′ 21″ N, 0° 52′ 33″ E / 41.78915556°N,0.875925°E              |           |                     | Modifica les dades a Wikidata |
|        | serra de les Guineus | Balaguer la Sentiu de Sió           | serra        |         | 41° 47′ 57″ N, 0° 54′ 09″ E / 41.79906111°N,0.90238417°E 335.5 msnm |           |                     | Modifica les dades a Wikidata |

## Misc
| imatge | Nom                                   | Ubicat a                    | instància de      | Detalls                                  | coordenades | Protecció                                  | Commons (més fotos)                   | Dades a WD                    |
| ------ | ------------------------------------- | --------------------------- | ----------------- | ---------------------------------------- | --- | ------------------------------------------ | ------------------------------------- | ----------------------------- |
|        | Ermita de la Mare de Déu              | la Sentiu de Sió            | ermita            | Estil: arquitectura popular 20th century | 41° 48′ 12″ N, 0° 53′ 01″ E / 41.803286°N,0.883495°E ca:Turó de la Verge de Guardiola, a llevant de la Sentiu 312 msnm      | bé integrant del patrimoni cultural català | Ermita de la Mare de Déu de la Sentiu | Modifica les dades a Wikidata |
|        | Pedrera del Tossal                    | la Sentiu de Sió            | pedrera           |                                          | 41° 48′ 41″ N, 0° 51′ 01″ E / 41.8115214851135°N,0.850205757689797°E                                                        |                                            |                                       | Modifica les dades a Wikidata |
|        | Sió                                   | Segarra Noguera Urgell      | curs d'aigua      | Desemboca: Segre Llarg: 77km             | 41° 41′ 12″ N, 1° 23′ 30″ E / 41.68653°N,1.3916069444444443°E 41° 48′ 04″ N, 0° 48′ 38″ E / 41.80124°N,0.8105361111111111°E |                                            | Sió River                             | Modifica les dades a Wikidata |
|        | Tossal de les Forques                 | la Sentiu de Sió            | muntanya          |                                          | 41° 48′ 50″ N, 0° 52′ 29″ E / 41.81386111°N,0.87466667°E 289.5 msnm                                                         |                                            |                                       | Modifica les dades a Wikidata |
|        | canal auxiliar d'Urgell               | Noguera Pla d'Urgell Segrià | canal de reg      | Desemboca: canal d'Urgell                | 41° 42′ 28″ N, 0° 55′ 39″ E / 41.707651°N,0.927486°E                                                                        |                                            |                                       | Modifica les dades a Wikidata |
|        | casa consistorial de la Sentiu de Sió | la Sentiu de Sió            | casa consistorial |                                          | 41° 48′ 20″ N, 0° 52′ 41″ E / 41.8054848°N,0.8781218°E                                                                      |                                            |                                       | Modifica les dades a Wikidata |
|        | el Portell                            | la Sentiu de Sió            | edifici           | Estil: arquitectura popular              | 41° 48′ 17″ N, 0° 52′ 45″ E / 41.80473°N,0.87907°E                                                                          | bé integrant del patrimoni cultural català |                                       | Modifica les dades a Wikidata |